# Déclaration (album)
Pour les articles homonymes, voir Déclaration.
 (décembre 2017).
Si vous disposez d'ouvrages ou d'articles de référence ou si vous connaissez des sites web de qualité traitant du thème abordé ici, merci de compléter l'article en donnant les références utiles à sa vérifiabilité et en les liant à la section « Notes et références ».
Albums de Georges Moustaki
Danse (album, 1972) Les amis de Georges
Déclaration est un album de Georges Moustaki sorti en 1973.
Le titre de cet album vient de la chanson qui en fait l’ouverture et qui commence par :

« Je déclare l’état de bonheur permanent

Et le droit de chacun à tous les privilèges

Je dis que la souffrance est chose sacrilège

Quand il y a pour tous des roses et du pain blanc »

L’inspiration est celle, généreuse — mais on ne le sait pas encore — utopique, du monde d’abondance rêvé en Mai 1968. La crise de 1973 et les prévisions pessimistes du Club de Rome sur l’avenir de la planète viendront durablement altérer l’optimisme général qui était encore de mise lors de la création de cet album.
Georges Moustaki le dédie, sur la pochette, à « une jeune fille d’Épinal » qui lui en avait imaginé le premier vers.

## Titres
| No  | Titre                                                | Auteur                                      | Durée |
| --- | ---------------------------------------------------- | ------------------------------------------- | ----- |
| 1.  | Déclaration (je déclare l’état de bonheur permanent) | G. Moustaki                                 | 3:38  |
| 2.  | Les enfants d’hier                                   | G. Moustaki                                 | 4:30  |
| 3.  | Nadjejda                                             | G. Moustaki                                 | 3:10  |
| 4.  | Le quotidien                                         | G. Moustaki - Vinicius de Moraes - Toquinho | 3:30  |
| 5.  | Why                                                  | G. Moustaki                                 | 2:47  |
| 6.  | Les eaux de Mars                                     | G. Moustaki - Antônio Carlos Jobim          | 3:36  |
| 7.  | Nos quinze ans                                       | G. Moustaki                                 | 2:47  |
| 8.  | Xu xu beleza                                         | G. Moustaki                                 | 3:00  |
| 9.  | L’apolitique                                         | G. Moustaki                                 | 2:05  |
| 10. | Ballade pour cinq instruments                        | G. Moustaki                                 | 4:23  |